# Людевит Посавський
Людевит Посавський (хорв. Ljudevit Posavski; пом. бл. 823) — князь Паннонської Хорватії бл. 810—бл. 822 років. Очільник спротиву франкським загарбникам.

## Життєпис
Був сином князя Войномира. Спочатку намагався дотримуватися мирних стосунків з Франкською імперією, формально визнаючи її зверхність. Втім незабаром після сходження на князівський трон близько 810 року вступив у конфлікт з Кадалом, маркграфом Фріульським, який нападав на прикордонні землі Паннонської Хорватії і грабував їх.
У 818 році Людевит спрямував посольство до імператора Людовика I Благочестивого до м. Герісталь зі скаргою на дії Кадала, але не здобув підтримки. Натомість отримав звинувачення з боку імператора У відповідь у 819 році Людевит повстав проти франків. Імператор доручив Кадолу придушити повстання, проте маркграфа розбило військо Людевита.
Після цього в липні того ж року володар Паннонської Хорватії в Інгельґеймі запропонував імператору Людовику I укласти мирний договір, але той зажадав занадто багато поступок, і князь хорватів вирішив продовжити боротьбу проти франків, для чого намагався знайти союзників. Спочатку намагався домовитися з Борною, князем Приморської Хорватії, втім імператор запропонував останньому Паннонію, чим домігся підтримки своїх дій проти Людевита. Зрештою Людевиту вдалося укласти союзи з Карантанією та сербами з долини Тімок (тімоканами).
Восени 819 року Людовик I Благочестивий спрямував до Паннонської Хорватії військо на чолі з Балдриком, маркграфом Фріульським. Людевит відступив до центру країни. Балдрик не став його переслідувати, оскільки повинен був придушити повстання карантанців. Тим часом на Людевита з південного заходу напали приморські хорвати на чолі з Борною. Під час битви біля річки Купи плем'я гудущан, що входило до війська Борни, перейшли на бік Людевита, завдяки чому останній здобув рішучу перемогу.
У грудні 819 року Людевит вдерся в Далмацію. Втім зустрів супротив Борни, що діяв партизанськими методами. Сувора зима застала Людевита в гористій місцевості. Через холод і голод Людевит був змушений відступити, втративши 3000 вояків загиблими і більше 300 коней, захоплених вояками Борни.
Навесні 820 року до Паннонської Хорватії з трьох боків вдерлися франки і приморські хорвати. Північному війську франків, що рушила з Баварії, Людевит завдав поразки на річці Драві. Водночас загони паннонських хорватів зупили франків на альпійських перевалах. Втім центральна частина загарбників відтіснила Людевита до центру країни. Зрозумівши, що опір даремний, Люевит сховався в добре укріпленому замку, а його люди розбіглися по навколишніх лісах і болотах. У цей час війська франків стали зменшуватися через хвороби, якими ті заразилися в болотах Драви. Зрештою вороги були змушені відступити. Єдиним їхнім досягненням було підкорення Карантанії, жителів якої було подпорядковано маркграфа Фріульському.
У 822 році імператор Людовик I зробив новий наступ на землі Людевита Посавського. Останній перед тим звів потужні фортеці за допомогою Фортуната, патріарха Гардського. Незважаючи на відчайдушний спротив володар паннонських хорватів зазнав поразки й втік зі своєї столиці Сісаку до сербів (проте територіально яких саме досі не встановлено), підступом вбив тамтешнього жупана (деякі історики вважають, що їм міг бути Радослав або Просігой) і заволодів його землями. Звідси відправив послання до імператора з пропозицією визнати зверність франкського володаря, але отримав відмову.
Серби вигнали Людевита, і в 823 році той втік до приморських хорватів. Людевит не знав, що Борна на той час уже помер. Людемисл, родич князя Владислава, деякий час надав прихисток Людевиту, але незабаром наказав схопити його і стратив.